# Олений трюфель
Оле́ний трю́фель, или элафомицес зернистый, местные названия — па́рга, парушка (лат. Elaphomyces granulatus) — вид сумчатых грибов из рода элафомицес. Типовой и самый распространённый вид рода. Подземными плодовыми телами напоминает настоящие трюфели, но к ним не принадлежит и съедобным для человека не является.

## Название
Родовое название Elaphomyces образовано из др.-греч. ἔλαφος — «олень» и μύκης — «гриб», а видовой эпитет granulatus указывает на бугорки, покрывающие плодовые тела. Русское название «олений трюфель» связано с поеданием гриба оленями и его сходством с трюфелем (аналогично он называется и в некоторых других языках).

## Описание
Плодовые тела — округлые клейстотеции размером 1—4 см, находящиеся в земле на глубине 2—8 (иногда от 1 и до 15) см, в гумусовом слое или под ним. Имеют жёлто-коричневый цвет (в молодом возрасте белый или желтоватый, в старом — тёмно-бурый или чёрный). Запах острый, землистый, несколько напоминает запах картофеля. Плодовые тела покрыты плотной двуслойной оболочкой (перидием) толщиной 2—4 мм с мелкобугорчатой (у молодых и старых грибов гладкой) поверхностью. Внешний слой оболочки жёлто-коричневый и более тонкий, внутренний — белый (иногда коричневый или чёрный) и более толстый. Поверхностные бугорки пирамидальные, высотой до 0,4 мм. Внутри плодовых тел находится порошок спор и немногочисленные нити капиллиция (до созревания — сочная светлая масса). Молодые плодовые тела разделены на отсеки светлыми перегородками.
Аски округлые или грушевидные, размером 35—45 мкм, обычно с 6 спорами, разрушаются до созревания спор (когда они достигают примерно половины окончательного размера). Споры шарообразные, диаметром 20—32 мкм, со стенкой толщиной до 10 мкм, коричнево-чёрные или красно-коричневые, покрыты шипиками высотой 2—2,5 мкм, иногда объединёнными в небольшие группы.
Мицелий жёлтый, густо пронизывает почву вокруг плодовых тел и оплетает корни деревьев.

## Распространение
Олений трюфель — самый распространённый вид рода элафомицес и самый обычный подземный гриб в Северном полушарии. Широко распространён в Европе и Северной Америке, есть сообщения о находках в Чили (куда, возможно, занесён человеком), Китае, Японии и на Тайване. Встречается от субарктического и субальпийского поясов до тропиков. Предпочитает прибрежные участки, хотя растёт и в горах на высоте до 2700—2800 м. Чаще встречается в местах с кислой песчаной или подзолистой почвой. Наиболее многочислен в девственных лесах, но растёт и в лесопосадках. Микоризообразователь, предпочитает хвойные деревья, но обнаруживается и под каштанами, буками и дубами. Встречается во все времена года, преимущественно в конце лета и осенью.
Гриб чувствителен к уничтожению старых лесов, где растёт чаще всего, нарушению почвенного покрова и загрязнению. Несмотря на широкую распространённость в Европе, в некоторых её странах он редок, и в Болгарии занесён в Красную книгу как вид, находящийся под критической угрозой.

## Экология и использование
Для человека олений трюфель несъедобен, но его поедают лесные животные, в частности, олени, зайцы, белки, кабаны и различные беспозвоночные. Зайцы и белки находят его по запаху даже под снегом (белки — и при толщине снега 70-80 см). Белки включают этот гриб в свои запасы еды (описан склад красной белки с 52 оленьими трюфелями). Едят они в основном оболочку плодовых тел. Хотя звери поедают этот гриб охотно, его пищевая ценность невелика из-за низкой усвояемости (так, суслик Каскадных гор усваивает 30 % его белка и 52 % энергии).
Поедающие гриб животные распространяют его споры. Их всхожесть при прохождении через пищеварительный тракт зверей увеличивается. Возможно, некоторую роль играет и распространение спор ветром после разрушения плодовых тел животными.
Олений трюфель накапливает много цезия. По результатам исследования в Баварском Лесу, этот гриб составляет лишь 6 % содержимого желудка кабанов, но ответственен более чем за 75 % поступающего в их организм чернобыльского цезия-137. В нём оказалось намного больше цезия, чем в остальных исследованных грибах и растениях: радиоактивность оленьего трюфеля составляла от 5000 до 122 000 (в среднем 25 000) Бк/кг, тогда как у других грибов — от 24 до 6300 Бк/кг, а у растений — обычно до 1000, иногда до 4300 Бк/кг. Подобные результаты давали и другие исследования. Оболочка плодовых тел накапливает больше цезия на единицу массы, чем споры (согласно одному из исследований, в 8,6 раза).
Поедание оленьего трюфеля кабанами приводит к тому, что содержание цезия-137 в их организме падает с годами удивительно медленно (в некоторых регионах даже медленнее, чем падение его общего количества из-за распада). Это явление, выглядящее как нарушение закона радиоактивного распада, известно как парадокс кабана (англ. wild boar paradox). Оно объясняется медленным движением цезия через почву (иногда всего лишь около миллиметра в год): значительная его часть доходит до подземных грибов спустя долгое время после выпадения на поверхность.
На оленьем трюфеле часто паразитируют грибы рода Elaphocordyceps: E. canadensis (=E. longisegmentis), E. capitata, E. ophioglossoides, E. rouxii и E. valliformis, плодовые тела которых поднимаются над землёй и (наряду с раскопами зверей) дают возможность его обнаружить.
Гриб используется охотниками как приманка для белок. Иногда его продают, выдавая за трюфель. Ранее применялся в медицине. Есть данные о его антиоксидантном и противовоспалительном действии.

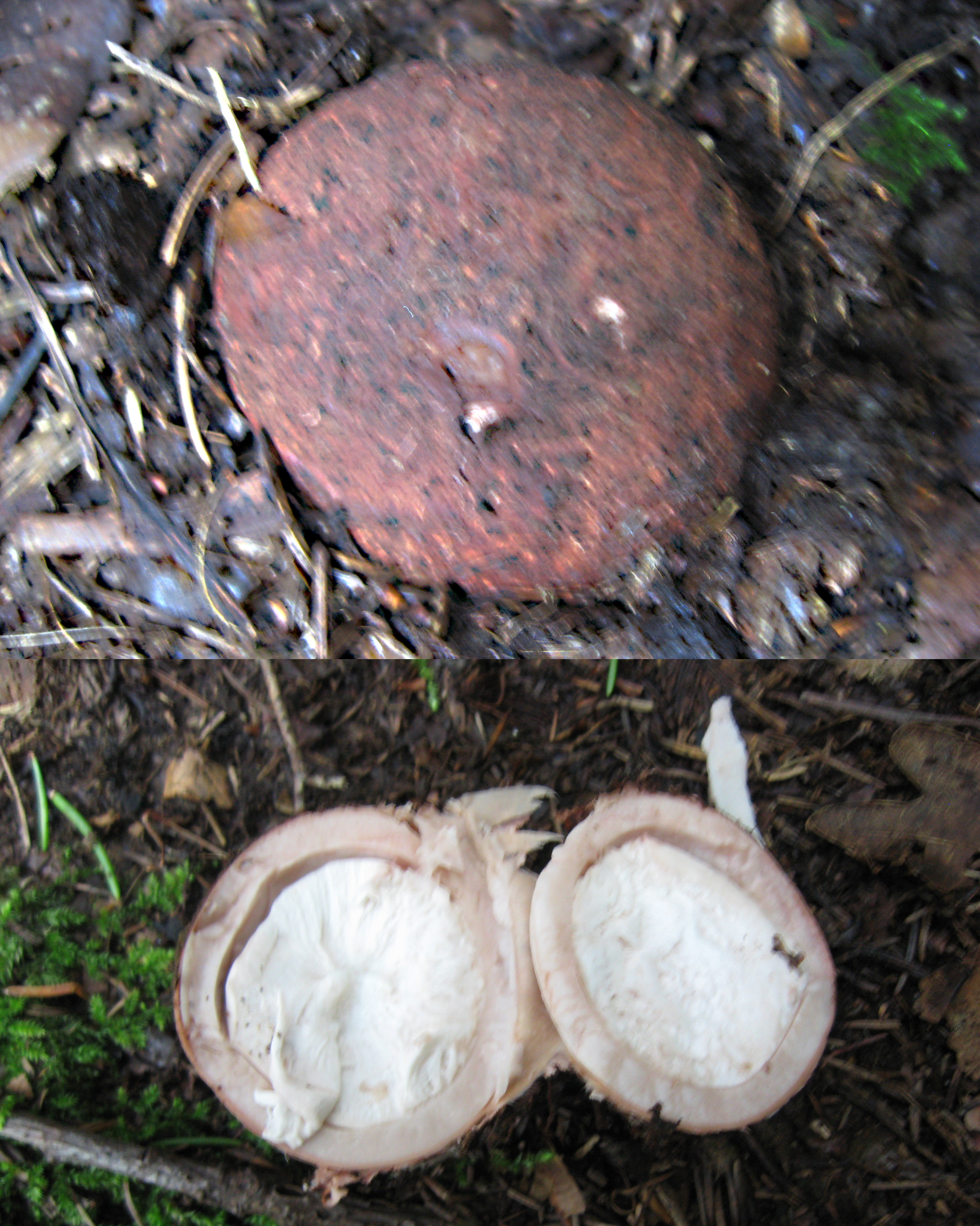
Плодовые тела
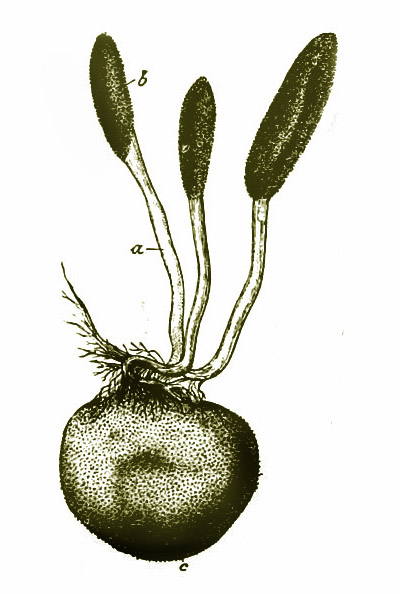
Плодовое тело, заражённое кордицепсовым грибом
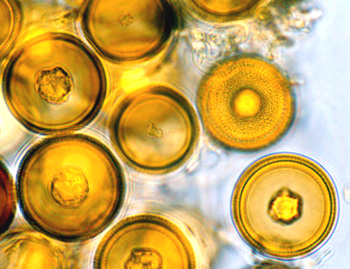
Споры